# Emblema nacional de Bangladesh
L'emblema nacional de Bangladesh (i no pas un escut d'armes, ja que no segueix les lleis de l'heràldica) fou adoptat no gaire temps després de la proclamació d'independència el 1971.
L'emblema, de forma circular, representa un nenúfar damunt l'aigua, voltat per dues espigues d'arròs a banda i banda. Damunt el nenúfar, quatre estrelles de cinc puntes, dues a cada banda de tres fulles de te. El nenúfar és la flor nacional i representa els nombrosos rius que travessen el territori. L'arròs és el principal recurs alimentari de la població i simbolitza l'agricultura de Bangladesh, juntament amb les fulles de te, mentre que les quatre estrelles hi són pels quatre principis fundacionals consagrats per la primera constitució de l'Estat, de 1972: el nacionalisme, el laïcisme, el socialisme i la democràcia.
Els detalls de l'emblema es dona com se cita a continuació:
| « | L'emblema nacional de la República és la flor nacional de nenúfar descansant en l'aigua, que té en cada costat i sentit de l'arròs i de ser coronat per tres fulles connectades de jute amb dues estrelles de cada costat de les fulles. | » |

## Altres escuts

Segell del President de Bangladesh
Segell del Primer Ministre de Bangladesh
Segell del Govern Provisional de la República Popular de Bangladesh (1971-1972)